# Sorkočević
Sorkočević (kroatiska) eller Sorgo (italienska) var en ragusisk adelsätt som på 1200-talet adlades i den dåvarande republiken Dubrovnik. Som framstående politiker, diplomater och kompositörer lämnade ätten avtryck på republikens politiska och kulturella historia.  

## Namn
Ätten är även känd under de italienska namnformerna di/de Sorgo, Surgo, Sorco och Surco som alla härstammar från växtsläktet sorghum. Det slaviserade (kroatiska) namnet 'Sorkočević' är en härledning av det italienska namnet och förekommer även i varianterna Sorgočević, Sorgoč och Sorkoč. Från 1300-talets andra hälft användes det italieniserade namnet 'Sorgo' nästan uteslutande för ätten i officiella och formella sammanhang.

## Historik
Sorkočevićättens ursprung är inte klarlagd. Enligt äldre krönikor härstammar den från Kotor i dagens Montenegro men har sitt ursprung från Rodonudden eller Epirus i vad som är dagens Albanien. I Dubrovniks annaler (Annali di Ragusa) författad år 1522 av den lokale krönikören Nikša Ranjina (Nicola Ragnina) framgår att ätten accepterades som patricier eftersom de under den stora hungersnöden i Dubrovnik lät införa stora mängder sorghum till staden.
Den äldsta kända medlemmen av ätten är Dobroslav (född omkring år 1160). Hans son Vido (Vita) Dobroslavić var som medlem av republiken Dubrovniks Stora råd med och undertecknade ett alliansavtal mellan republiken och den bulgariske tsaren Mikael I Asen. Vido hade sju söner. Genom ingifte med andra ätter fick Sorkočevićätten utgreningar i andra adelsfamiljer.

## Framstående medlemmar
- Antun Sorkočević (1775–1841), diplomat och republiken Dubrovniks siste ambassadör i Paris i Frankrike.
- Luka Sorkočević (1734–1789), kompositör
- Elena Pucić-Sorkočević (1786–1865), syster till Luka Sorkočević och republiken Dubrovniks första kvinnliga kompositör.

## Fotnoter
1. 1 2 3 4 5 6 7 8  Enciklopedija.hr - Lexiografiska institutet 'Miroslav Krleža' i Zagreb (kroatiska)